# Spanish Head
Spanish Head är en udde belägen på den sydvästra sidan av ön Isle of Man, 21 km sydväst om huvudstaden Douglas.
Den heter ”spanska huvudet” för att det finns en sägen om att ett av de skepp som ingick i den spanska armadan led sjönöd på klipporna utanför. Några bevis för detta finns inte. 
Från havsnivån reser sig klippan 100 meter upp och man har en god utsikt till Calf of Man som är en liten ö sydväst om klippan.